# Llac Amara
El llac Amara (en romanès: Lacul Amara) és un llac fluvial d'aigua salada situat a la carretera Slobozia - Buzău, prop d'Amara, al comtat d'Ialomița (Romania).

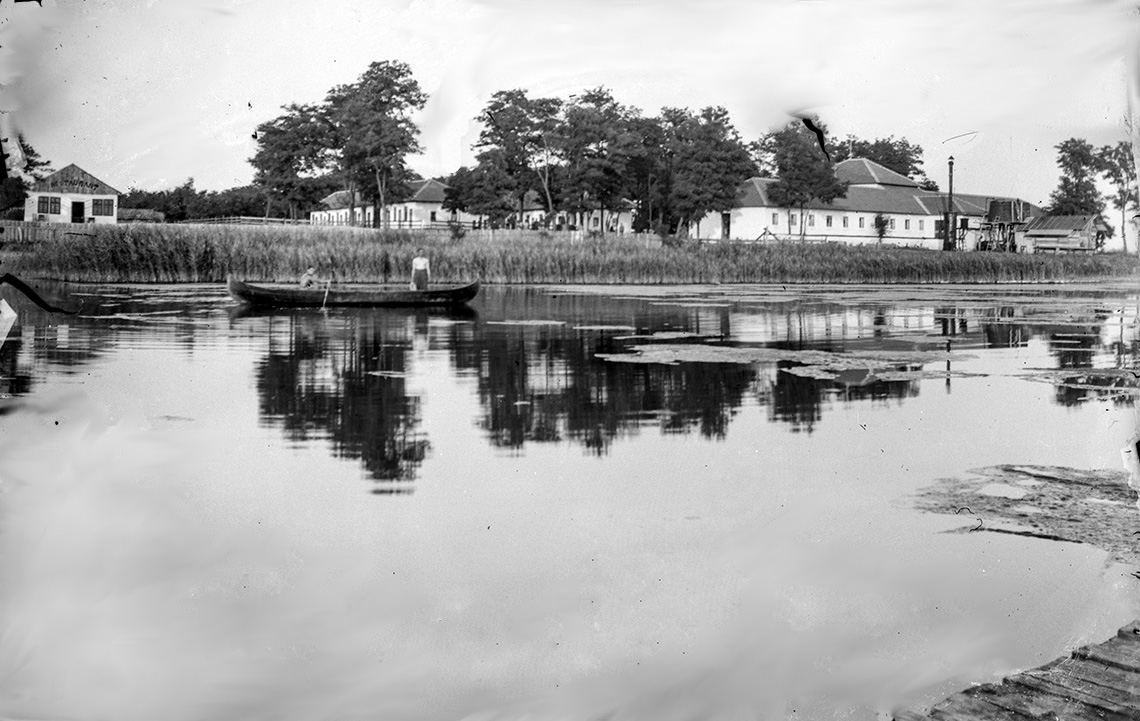
Llac Amara, pres entre els anys 1930-1940.

El llac té una superfície de 132 ha, un volum d'aigua de 2,600,000 m3, una longitud de 4 km i una amplada entre 200 m i 800 m mentre la profunditat màxima arriba a 3 m.
El llac està situat en una depressió sense enllaços amb el riu Ialomița. A causa de la manca d'un subministrament constant d'aigua dolça durant tot l'any i a causa del procés d'evaporació desencadenat pel clima sec, la concentració de sals al llac és força elevada. L'aigua hipertònica és rica en sals de sulfat, bicarbonat, clorurs, iodurs, bromurs i sals de magnesi que van provocar la formació d'un fang terapèutic utilitzat per tractar diferents malalties. La concentració general de minerals de l'aigua ronda els 9,8 g / l. El fang sapropèlic conté al voltant d'un 40% de substàncies orgàniques i un 41% de minerals. El fang es recomana a persones amb afectacions de l'aparell locomotor, amb afectacions ginecològiques (especialment esterilitat) i pacients de tota mena amb dermatosi. No es recomana el fang a persones amb malalties cardiovasculars, malaltia de Graves-Basedow, asma o malalties infeccioses.
L'Amara Resort, situat a la vora del llac, té prop de 2.000 allotjaments en tres hotels. Amb 507 habitacions, l'Hotel Lebăda és el més gran del complex i un dels hotels més grans del país.